# بيل هيرست
بيل هيرست (بالإنجليزية: Bill Hurst)‏ (4 مارس 1921 في المملكة المتحدة - 2005 بإنجلترا في المملكة المتحدة) هو لاعب كرة قدم بريطاني (وحمل سابقاً جنسية المملكة المتحدة لبريطانيا العظمى وأيرلندا) في مركز الوسط. لعب مع نادي بليموث أرجايل ونادي بوري ونادي بيرنلي ونورثويتش فيكتوريا ونادي نيلسون وأكرينجتون ستانلي ‏.